# Justicia nevlingii
Justicia nevlingii är en akantusväxtart som beskrevs av D.C. Wasshausen och T.F. Daniel. Justicia nevlingii ingår i släktet Justicia och familjen akantusväxter. Inga underarter finns listade i Catalogue of Life.